# Margot Hielscher
Margot Hielscher (Berlín, 29 de septiembre de 1919-Múnich, 20 de agosto de 2017) fue una cantante, diseñadora de vestuario y actriz alemana.

## Carrera
Terminó su formación de diseñadora de vestuario y de moda entre 1935 y 1939.
Desde 1939, trabajó como diseñadora de vestuario en el cine. Fue descubierta por Theo Mackeben e inmediatamente fue contratada para una película. Participó en el filme Das Herz der Königin (1940, El corazón de la reina), donde interpretó su primer papel junto a la actriz Zarah Leander. Gracias a sus papeles en comedias románticas, pudo surgir como cantante y pronto se convirtió en una de las actrices más populares del mundo del cine alemán durante la Segunda Guerra Mundial. El actor alemán Heinz Rühmann, tras divorciarse de su primera esposa, le propuso matrimonio, pero Hielscher se negó.
En 1957 fue elegida para representar a Alemania en el Festival de la Canción de Eurovisión 1957 con la canción «Telefon, Telefon» («Teléfono, Teléfono»). La canción obtuvo la 4.ª posición con 8 puntos. Al año siguiente, fue nuevamente elegida para representar a su país en el Festival de 1958 con la canción «Für zwei Groschen Musik» («Música por dos groschen»). La canción terminó en 7.ª posición con 5 puntos.
En el decenio de 1960, presentó su propio programa de entrevistas Zu Gast bei Margot Hielscher («Invitado a Margot Hielscher») en la televisión bávara BR Fernsehen en el que participaban alrededor de 700 celebridades (incluidos Maurice Chevalier y Romy Schneider).
Hasta los años 1990 ella misma fue invitada en muchos programas de entretenimiento. A partir de entonces estuvo presente principalmente a través de apariciones en el escenario, por ejemplo en el Theater des Westens («Teatro del Oeste»), en la filarmónica de Gasteig y en la Berliner Philharmonie («Filarmónica de Berlín»).

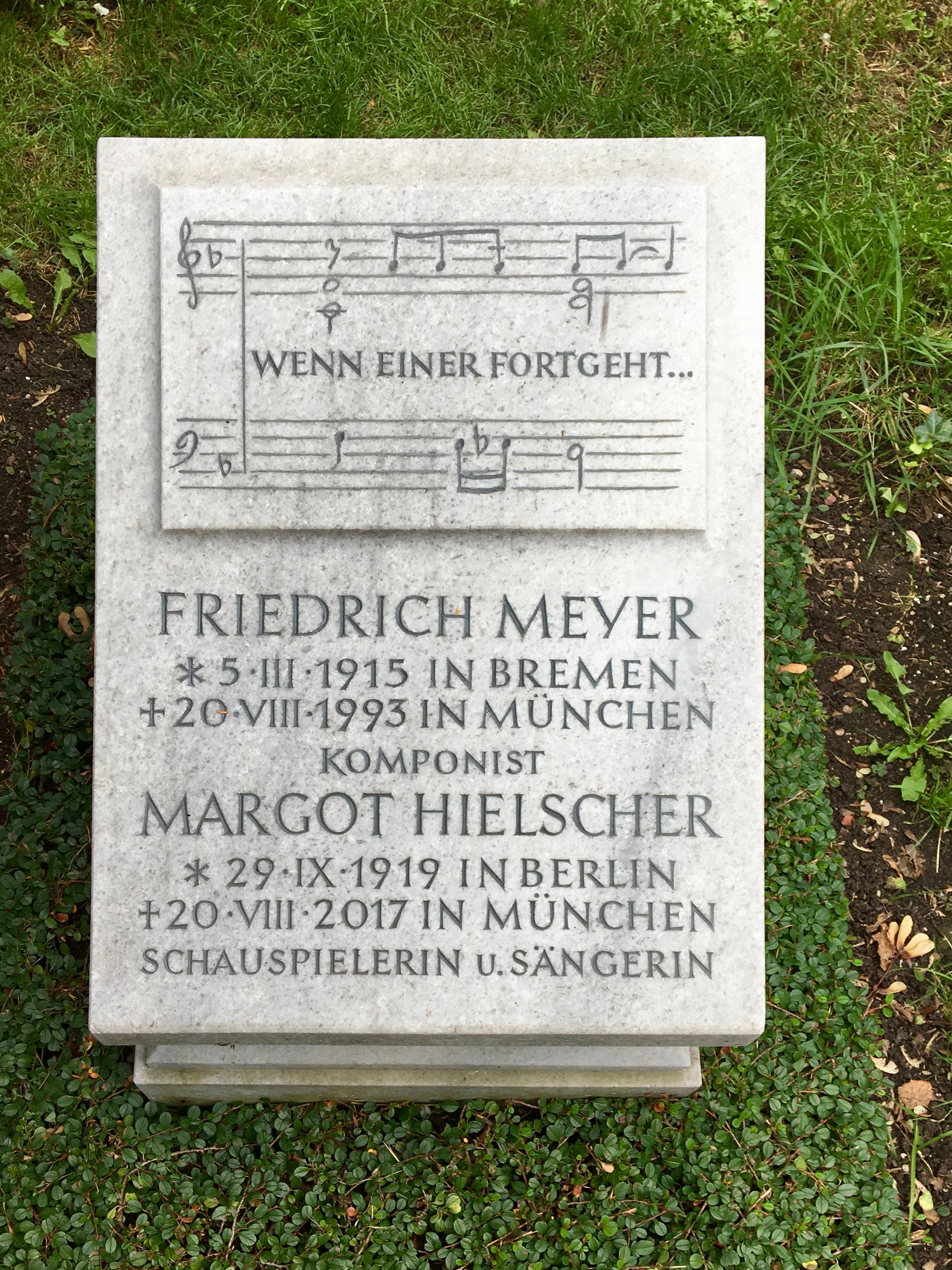
La piedra conmemorativa de la tumba de Hielscher

## Vida privada
Desde 1942 Hielscher vivió en el Herzogpark, parte del distrito de Bogenhausen de Múnich; el Herzogpark es considerado uno de los barrios más distinguidos de la capital de Baviera. En 1959 Hielscher se casó con el compositor alemán Friedrich Meyer.
En 2017 falleció a los 97 años de edad. Está enterrada en el cementerio de Bogenhausen junto a su marido.